# Jean Barrientos
Jean Pierre Agustín Barrientos Díaz (Montevideo, 16 settembre 1990) è un calciatore uruguaiano, centrocampista del Nikī Volo.

## Carriera
Barrientos ha iniziato la sua carriera giocando con il Racing nel 2009. Ha fatto il suo debutto il 22 agosto 2009, in un pareggio di 1-1 con il Central Español. Il 29 agosto 2009, alla sua seconda partita ufficiale, ha segnato il suo primo gol nella vittoria in trasferta per 0-2 con il Centro Atlético Fénix.
Nel giugno del 2011, ha firmato un contratto di quattro anni con la squadra di Primeira Liga del Vitória Guimarães.

## Palmarès

### Club

#### Competizioni nazionali
- Coppa del Portogallo: 1

Vitória Guimarães: 2012-2013
- Souper Ligka Ellada 2: 1

Larissa: 2024-2025 (girone A)